# Chelsea Studios

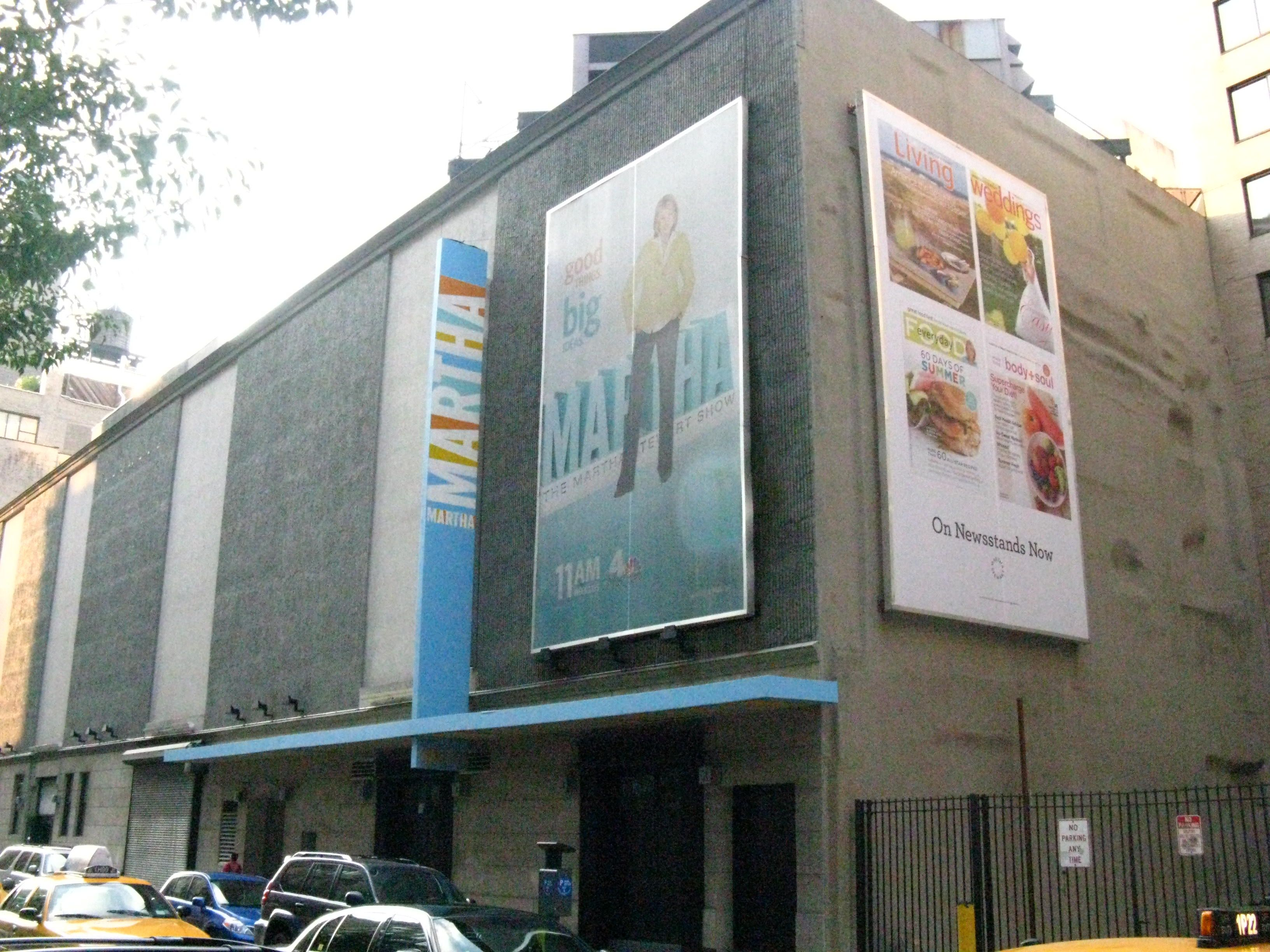
Chelsea Studios

Die Chelsea Studios ist ein Musik- und Fernsehstudio, welches sich im New Yorker Stadtteil Chelsea befindet. Die Adresse lautet 221 West 26th Street.

## Hintergrund
Ursprünglich war das Gebäude ein Zeughaus für die Neunte Kavallerie, die 1914 allerdings in die 14th Street umzog. Es war anschließend der Filmproduzent Adolph Zukor, der das Gebäude aufkaufte und es für seine Produktionsfirma nutzte, um Filme wie An American Citizen und That Man from Mexico zu drehen. In den 1950er Jahren kaufte der Radioproduzent Himan Brown die Studios und baute zwei Soundbühnen auf.

## Bekannte Produktionen
- 1955–1959: The Phil Silvers Show
- 1955–1956: The Honeymooners
- 1957: Die zwölf Geschworenen
- 1960: Telefon Butterfield 8
- 1963–1966: The Patty Duke Show
- 1966: Big Boy, jetzt wirst Du ein Mann!
- 1968: Frühling für Hitler
- 1971: Der Anderson-Clan
- 1999–2008: Judge Hatchett
- 2005–2010: The Tyra Banks Show